# The Best Polish Love Songs... Ever!
The Best Polish Love Songs... Ever! – seria 4 płyt CD wydanych przez EMI Music Poland, 14. część cyklu The Best... Ever!. Zawiera ona wybrane polskie piosenki o miłości. Premiera albumu - 30 stycznia 2009.
Album w Polsce uzyskał status podwójnej platynowej płyty.

## Lista utworów

### CD 1
1. Bajm – „Myśli i słowa”
2. Ryszard Rynkowski – „Intymnie”
3. Edyta Górniak – „Nie proszę o więcej”
4. Justyna Steczkowska – „Zadzwoń do mnie”
5. Krzysztof Krawczyk – „Bo jesteś ty”
6. Varius Manx – „Piosenka księżycowa”
7. Robert Gawliński – „Nie pokonasz miłości”
8. Stachursky – „Z każdym twym oddechem”
9. Kasia Kowalska – „Starczy słów”
10. Łzy – „Oczy szeroko zamknięte”
11. Maanam – „Kocham cię kochanie moje”
12. T.Love – „I Love You”
13. Róże Europy – „Jedwab”
14. Lady Pank – „Zawsze tam gdzie ty”
15. Urszula – „Niebo dla ciebie”
16. De Mono – „Kochać inaczej”
17. Chłopcy z Placu Broni – „Kocham cię”

### CD 2
1. Edyta Bartosiewicz – „Opowieść”
2. Myslovitz – „Chciałbym umrzeć z miłości”
3. Republika – „Zapytaj mnie czy cię kocham”
4. Maria Peszek – „Miły mój”
5. Raz, Dwa, Trzy – „Czarna Inez”
6. Kasia Nosowska – „Karatetyka”
7. Anita Lipnicka – „Historia jednej miłości”
8. Grzegorz Turnau i Justyna Steczkowska – „Niebezpieczne związki”
9. Katarzyna Groniec – „Dzięki za miłość”
10. Tomek Makowiecki – „Jak dobrze, że jesteś”
11. Marysia Sadowska – „Kiedy nie ma miłości”
12. Ewa Bem – „Słowem…”
13. Varius Manx – „Jestem tobą”
14. Piotr Rubik – „Most dwojga serc”
15. Sławek Uniatowski – „Kocham cię”
16. Andrzej Piaseczny – „I jeszcze”
17. Maciej Balcar – „Moja rozmowa”

### CD 3
1. Krzysztof Kiljański feat. Kayah – „Prócz ciebie nic”
2. PIN – „Niekochanie”
3. Anna Maria Jopek – „A gdybyśmy się nie spotkali”
4. Ania – „Pamiętać chcę”
5. Goya – „Smak słów”
6. Grzegorz Turnau – „Będziesz moją panią”
7. Bisquit – „Jeszcze lepiej”
8. Natalia Kukulska i Bartek Królik – „Pół na pół”
9. Kasia Klich – „Zaproszenie”
10. Katarzyna Skrzynecka feat. Mietek Szcześniak – „Zabierz mnie do domu”
11. Reni Jusis – „Miej oczy otwarte”
12. Novika i Futro – „Spacer po miłość”
13. Iza Lach – „Nie”
14. Piotr Polk – „Tylko ty”
15. Hania Stach – „Gdy cię nie ma (obok mnie)”
16. Mietek Szcześniak – „Kocham (tylko ciebie)”
17. Tilt – „Tak jak ja kocham cię”
18. Banach i Gutek – „Jego piosenka o miłości”
19. Hey – „Mimo wszystko”

### CD 4
1. Perfect – „Kołysanka dla nieznajomej”
2. Feel – „Jak anioła głos”
3. Wilki – „Na zawsze i na wieczność”
4. Marcin Rozynek – „Historia miłosna”
5. Patrycja Markowska – „Kilka prostych prawd”
6. Ewelina Flinta – „Nieskończona historia”
7. Mafia – „Imię deszczu”
8. Dirty Track – „Zabiorę cię właśnie tam”
9. Blue Café – „Czas nie będzie czekał”
10. Katarzyna Cerekwicka – „Ostatnia szansa”
11. Sylwia Grzeszczak i Liber – „Co z nami będzie”
12. Łukasz Zagrobelny – „Nieprawda”
13. Kombii – „Myślę o tobie”
14. Sumptuastic – „Za jeden uśmiech twój”
15. Janusz Panasewicz – „Po co słowa”
16. Sylwia Wiśniewska – „Jeden ty i jedna ja”
17. Kasia Wilk – „Pierwszy raz”
18. Karolina Kozak – „Razem zestarzejemy się”
19. Mezo, Tabb i Kasia Wilk – „Sacrum”